# Jaegerina retrosquarrosa
Jaegerina retrosquarrosa là một loài rêu trong họ Pterobryaceae. Loài này được B.H. Allen, Crosby & Magill mô tả khoa học đầu tiên năm 1986.